# Haftrelais

Gepoltes Relais mit Kennzeichnung der Schaltstellung in Abhängigkeit von der Polung

Ein Haftrelais, auch Remanenzrelais genannt, ist ein Selbsthalterelais, das zum Umschalten lediglich einen Stromimpuls benötigt. Es gehört zu den sogenannten bistabilen Relais. Im allgemeinen Sprachgebrauch wird der Begriff „Haftrelais“ oft auch synonym zu Stromstoßrelais bzw. Impulsrelais verwendet, wobei diese jedoch eine andere Funktionsweise und andere Einsatzbereiche haben.

## Funktionsweise
Beim Haftrelais wird der vorhandene Restmagnetismus (Remanenz) eines Elektromagneten genutzt. Nach einem Einschaltimpuls bleibt der Anker (welcher die Kontakte betätigt) am Spulenkern haften. Dieser Zustand besteht so lange weiter, bis durch einen Gegenimpuls (meist über eine zweite Wicklung auf dem Relais) ein gegengerichtetes Magnetfeld im Relais aufgebaut wird, welches das vorhandene Magnetfeld löscht, so dass der Anker abfällt.
Manche Haftrelais haben zur Unterstützung der geringen Remanenz einen integrierten Dauermagneten.
Haftrelais haben an den Berührungsstellen von Anker und Relaiskern magnetisch leitfähige Materialien. Dadurch wird sichergestellt, dass der remanente (nach dem Abschalten des Anzugsstromes zurückbleibende) Magnetismus ausreicht, um den Anker am Spulenkern zu halten. Haftrelais finden insbesondere dort Anwendung, wo zum Betrieb nicht immer elektrische Energie zur Verfügung steht.

## Anwendung in der Fernmeldetechnik
In der Fernmeldetechnik kam das Flachrelais 48 auch als Haftrelais zum Einsatz. Dazu wird das Flachrelais mit einem durchbohrten Anker und einem in das Loch eingefügten Dauermagneten als Haftrelais ausgeführt. Sie wurden beim Gemeinschaftsumschalter und Wählsternschalter verwendet.

## Eisenbahnsicherungstechnik
Haftrelais gibt es auch in der Ausführung als Signalrelais für sicherheitsrelevante Steuerungen wie in der Eisenbahnsicherungstechnik. Typische Anwendungsfälle sind Relais, die wie beispielsweise Weichenschalter, Verschließer oder Fahrstraßenfestleger ihre Stellung auch bei Unterbrechung der Stromversorgung nicht ändern dürfen oder Wiederholungssperren. Bei sicherungstechnischen Haftrelais gilt die angezogene Stellung als Vorzugsausfallrichtung. Ihr Vorteil ist die gegenüber den sicherungstechnisch gleichwertigen Stützrelais der mechanisch deutlich einfachere Aufbau ohne die verschleißbehaftete Stützeinrichtung. Gegenüber Kipprelais kommt die Vorzugsausfallrichtung hinzu. Bei einem mechanischen Fehler in der Kippeinrichtung nimmt der Kontaktsteg eine nicht definierte Mittellage ein. Bei Haftrelais ist ein solcher Ausfall nicht möglich.

## Weitere Einsatzbereiche
Doppelspulenrelais werden beispielsweise bei der Modelleisenbahn zur Steuerung von Signalen verwendet.